# LeNet

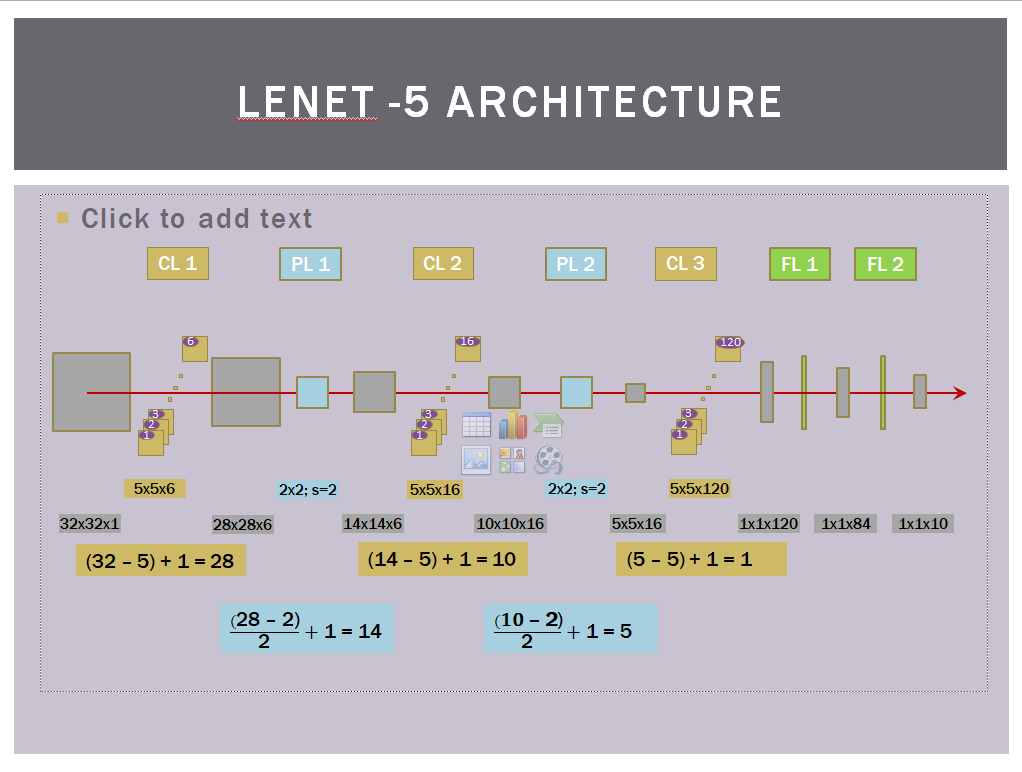
Arquitectura de la xarxa neuronal convolucional anomenada LeNet-5

LeNet és una estructura de xarxa neuronal convolucional proposada per Yann LeCun et al. el 1989. En general, LeNet es refereix a LeNet-5 i és una xarxa neuronal convolucional simple. Les xarxes neuronals convolucionals són una mena de xarxa neuronal d'alimentació anticipada les neurones artificials de la qual poden respondre a una part de les cèl·lules circumdants en el rang de cobertura i funcionar bé en el processament d'imatges a gran escala.
LeNet-5 va ser una de les primeres xarxes neuronals convolucionals i va promoure el desenvolupament de l'aprenentatge profund. Des del 1988, després d'anys d'investigació i moltes iteracions reeixides, el treball pioner s'ha anomenat LeNet-5.
Característiques:
- Cada capa convolucional inclou tres parts: funcions de convolució, agrupació i activació no lineal.
- Utilització de la convolució per extreure característiques espacials (originalment la convolució es deia camps receptius).
- Capa d'agrupació mitjana de submostreig.
- Funció d'activació tanh.
- Utilització de MLP com a darrer classificador.
- Connexió escassa entre capes per a reduir la complexitat del càlcul.